# المال في الإسلام

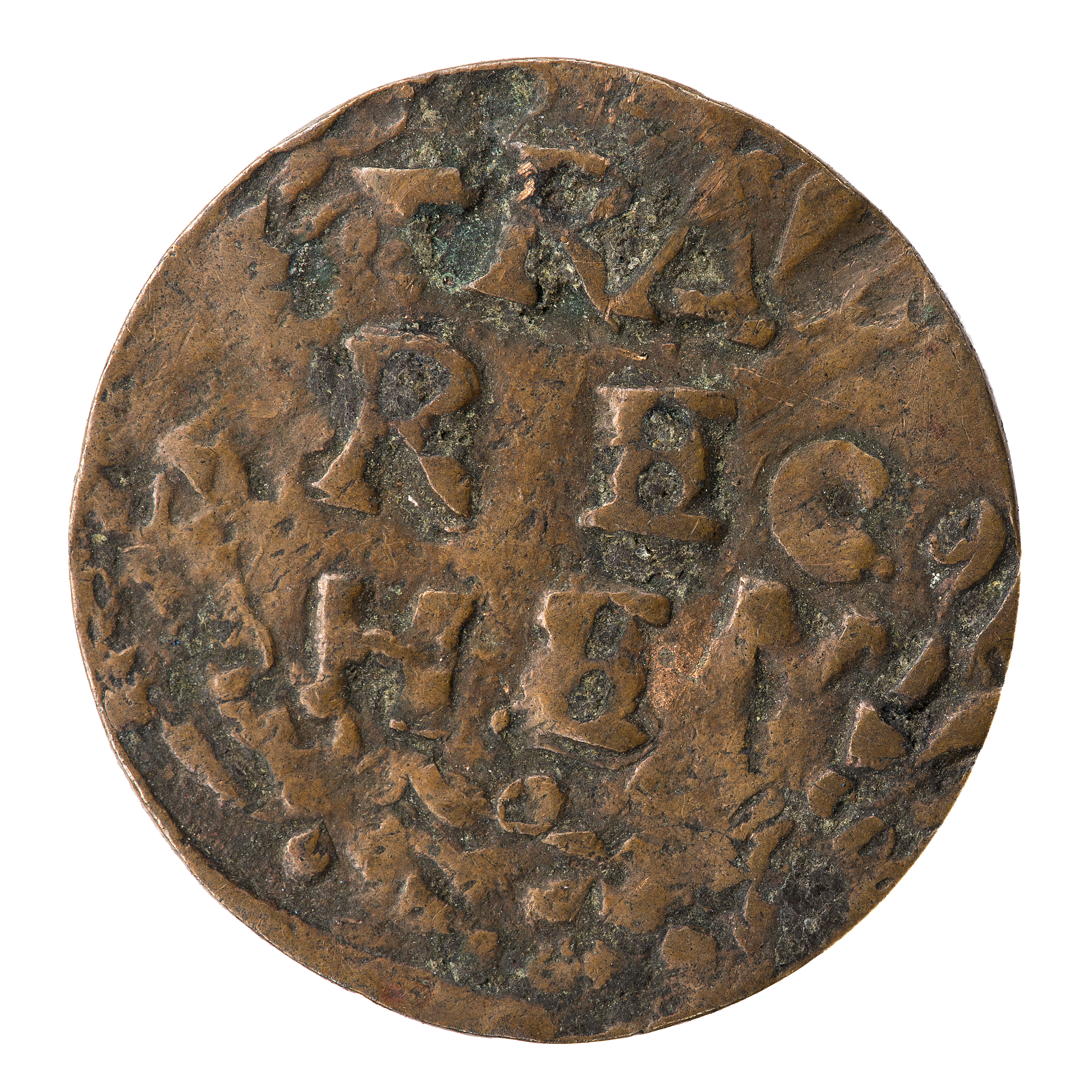
قطعة نقدية قديمة

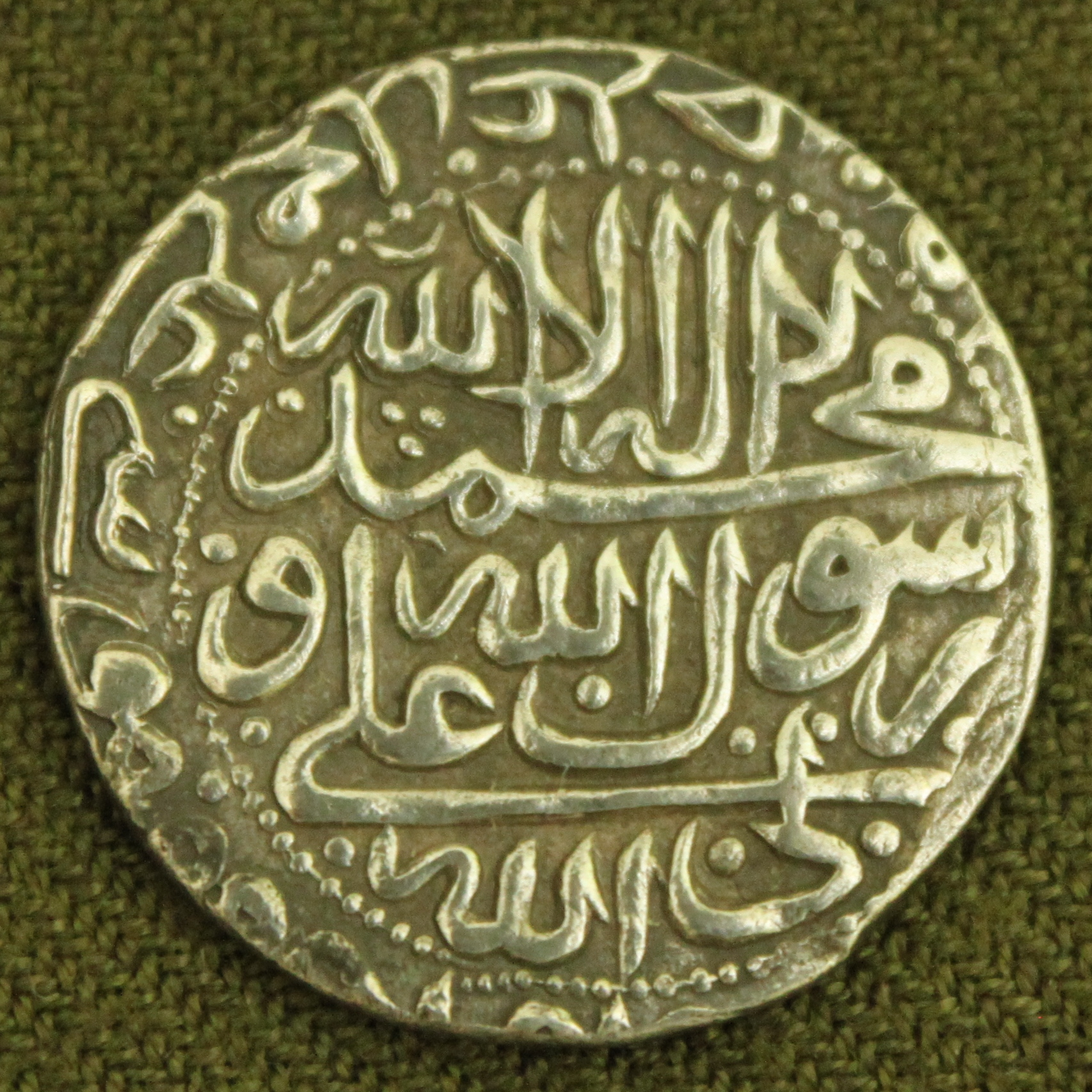
قطعة نقدية صفوية ضربت خلال عهد الشاه عباس الثالث.

يشمل مفهوم المال في الإسلام على كل شيء له قيمة مالية مثل:الماشية والسلع والدور والعمارات... حث الإسلام على تحصيل المال من طريق شرعي كالتجارة والفلاحة والصناعة والحرف. وحرم بعض الطرق الغير الشرعية كالرشوة والغش والربا... كما دعا إلى انفاق المال في الطرق الشرعية دون افراط ولا تفريط ونهى عن البخل والإسراف والتبذير لما ورد في النص القرآني:« ولا تجعل يدك مغلولة إلى عنقك ولا تبسطها كل البسط فتقعد ملوما محسورا»
المال في الإسلام مال الله و الإنسان نائب عنه في الإشراف عليه، لهذا اشترط الإسلام في المال:
1-التزام الشرع في كسبه لأن الإنسان محاسب على ذلك كما ورد في قوله ﷺ (لا تزول قدما عبد يوم القيامة حتى يسأل عن...و عن ماله من أين اكتسبه و فيما أنفقه)
2-التوسط و الاعتدال في انفاقه فالله نهى عن تبذير المال لما في ذلك من تضييع، كما حرم البخل لما فيه من حرمان النفس و إضعاف روح التضامن و التعاون.يقول الله تعالى (والذين إذا أنفقو لم يسرفوا و لم يقتروا و كان بين ذلك قواما) سورة الفرقان-الآية:67.

## أقسام المال في الإسلام
يقسم المال إلى أقسام مختلفة بحسب اعتبارات يتم مراعاتها فقهياً من حيث:
- الضمان: وهو ما أمكن حيازته وجاز شرعاً الانتفاع به في حال السعة والاختيار.
- التماثل: ويقسم إلى قسمين؛مال قيمي(يعتدّ بقيمته ولا يتاح نظيره في الأسواق مثل الحيوانات) ومال مثلي (ما يعتد بقيمته ومتاح في الأسواق)
- الثبات: ينقسم إلى عقار ومنقول(ما يمكن نقله)
- انفصال المنفعة: وهو الذي ترتبط منفعته بعينه؛أي لا يتحقق النفع إلا باستهلاكه.
- طبيعته المادية:وينقسم إلى؛ أعيان( ماديّة ملموسة)، ومنافع( ما يأتي من استعمال الأعيان)، وحقوق مالية(الاختصاص بمصلحة مثل براءة الاختراع)
- القابلية للمُلك:ينقسم إلى مال عامّ (مثال؛الوقف)، ومال خاصٔ(ما يمكن للفرد تملّكه)
- الغرض:وتقسم إلى أموال قنيّة (استخدام المالك)، وأموال تجارة، وأموال استثمارية.
- الحضور:ينقسم لجهة حضوره فيكون عين، (المال الحاضر المشهود) و ديندين، (وصف للمال الذي يثبت في الذمة).
- التميز:ويكون مال متميز(يُعرف مالكه)، ومال مشاع (يعرف نصيب المالك فيه كحصّة شائعة)
- الثمنية:ويقسم إلى أثمان و عروض. وتعود الأثمان إلى النقود أو الأسعار.

## وظيفة المال في الإسلام
أجاز الإسلام توظيف المال لاكتساب المزيد من الثروة بالطرق المشروعة، و فتح مجموعة من المنافذ التي تحقق العدالة الاجتماعية و تنمية المجتمع منها:

1- حفظ أموال الأمة و الأفراد:دعا الإسلام إلى تنمية المال باستثماره، و حرم كنزه و عدم ترويجه، نهى الإسلام عن أكل أموال الناس بالباطل مما يؤدي إلى تخلف المجتمع.

2- تحقيق التضامن و التكافل الاجتماعي:حيث دعا إلى الإنفاق في سبيل الله و اعتبره قرضا مربحا يجازى عنه يوم القيامة خير الجزاء، و أوجب الزكاة و شرع الإرث لتفتيت الثروة، فلا تجمع في أيد قليلة.
تكمن وظيفة المال في الإسلام في:
1-حفظ أموال الأمة و الأفراد.
2-تحقيق التضامن و التكافل الاجتماعي.
3-العدالة الاجتماعية.
4-تنمية المجتمع.